# Fernando Navarro Navarro (arquitecto)
Fernando Navarro Navarro (Las Palmas de Gran Canaria, España,  29 de marzo de 1864; Madrid, España, 5 de mayo de 1925) fue un arquitecto español. Se le considera, junto a Laureano Arroyo, el introductor de la arquitectura modernista en Gran Canaria.

## Obra
Titulado en arquitectura en la Escuela Superior de Arquitectura de Madrid en 1892. Ocupó el cargo de arquitecto municipal de las Palmas entre 1914 y 1925. Anteriormente, entre 1908 y 1915 proyectó un gran número de casas modernistas y academicistas, sobre todo en el barrio de Triana de Las Palmas de Gran Canaria.

### Trabajos destacados
Viviendas
- Casa Juan Negrín Cabrera,   calle Triana 101
- Casa Juan García Déniz,    calle Juan de Quesada 1
- Casa Vicente Lleó Benlliure,   calle Triana 65
- Casa Juan Negrín Cabrera,   calle Triana 82
- Casa Manuel Apolinario,   calle Triana 76
- Casa Francisco Gourié,   calle Travieso 24
- Casa Antonio Sánchez Rodríguez,   calle Triana 98
- Casa Hermanas Manrique de Lara, Plaza Sta. Ana 5

Otros
- Fachada del Gabinete Literario.[3]
- Círculo Mercantil (actual Biblioteca Insular de Gran Canaria)[5]
- Palacete Rodríguez Quegles.[6]
- Reforma del Teatro Pérez Galdós.[7]

## Galería

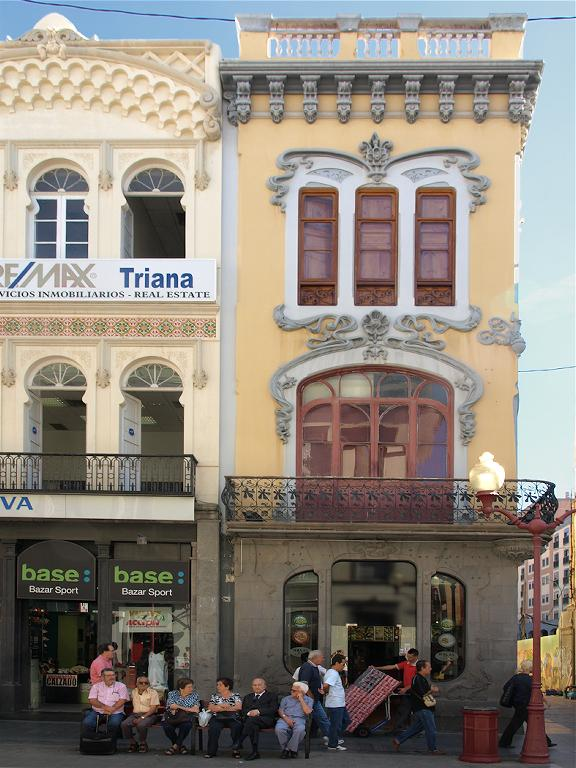
Casa de D. Manuel Apolinario, calle Triana, 76
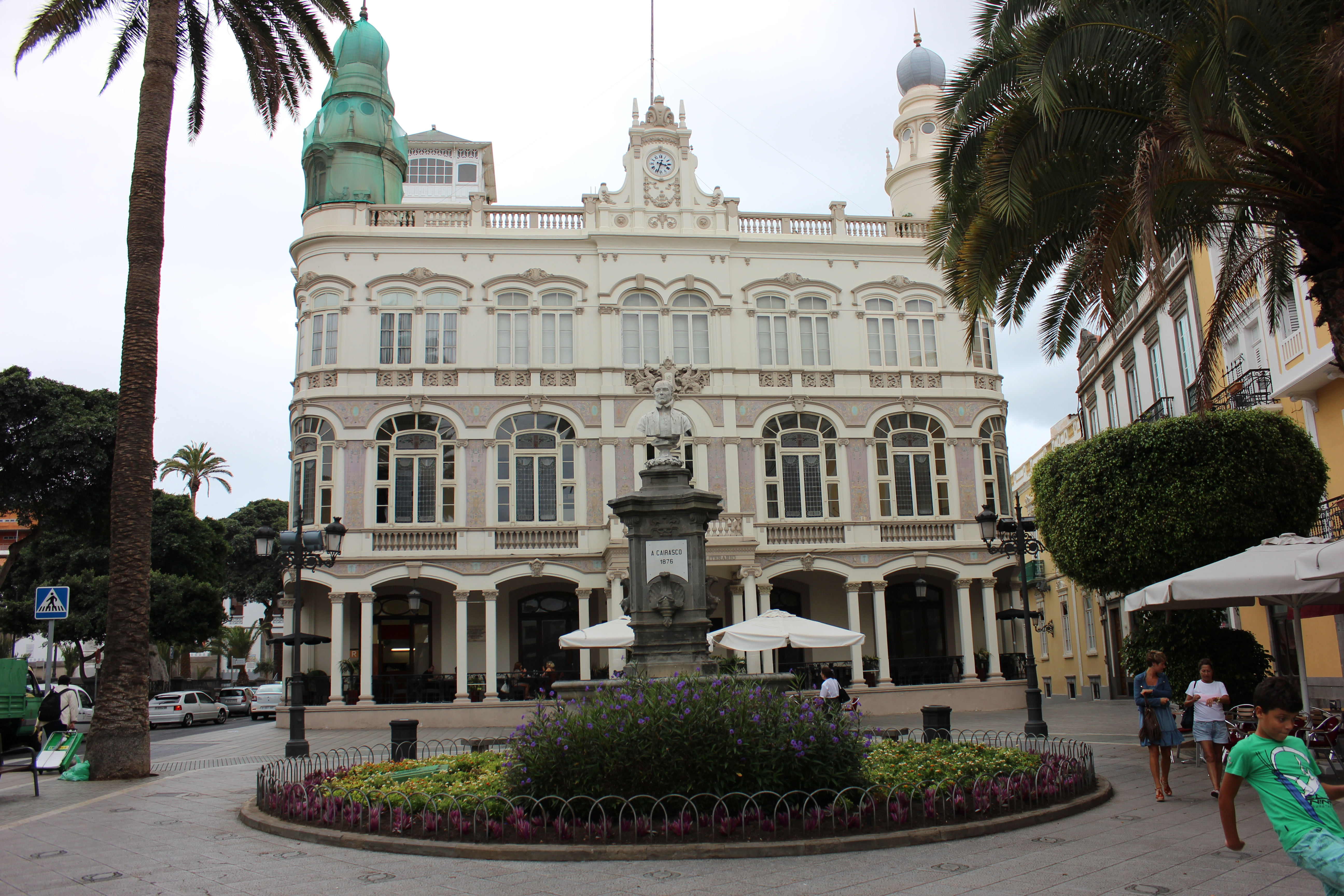
Gabinete literario
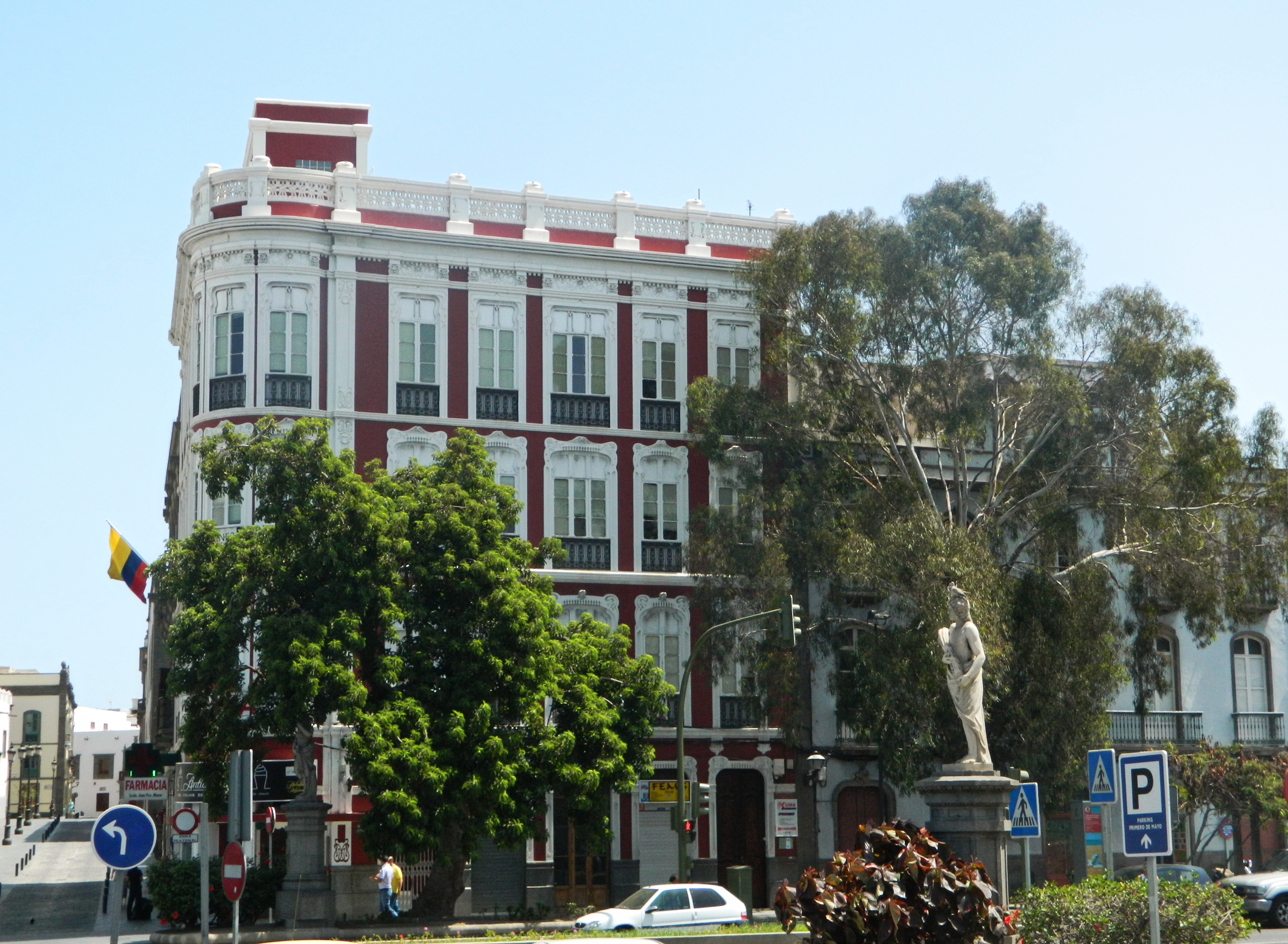
Casa de D. Juan García Déniz
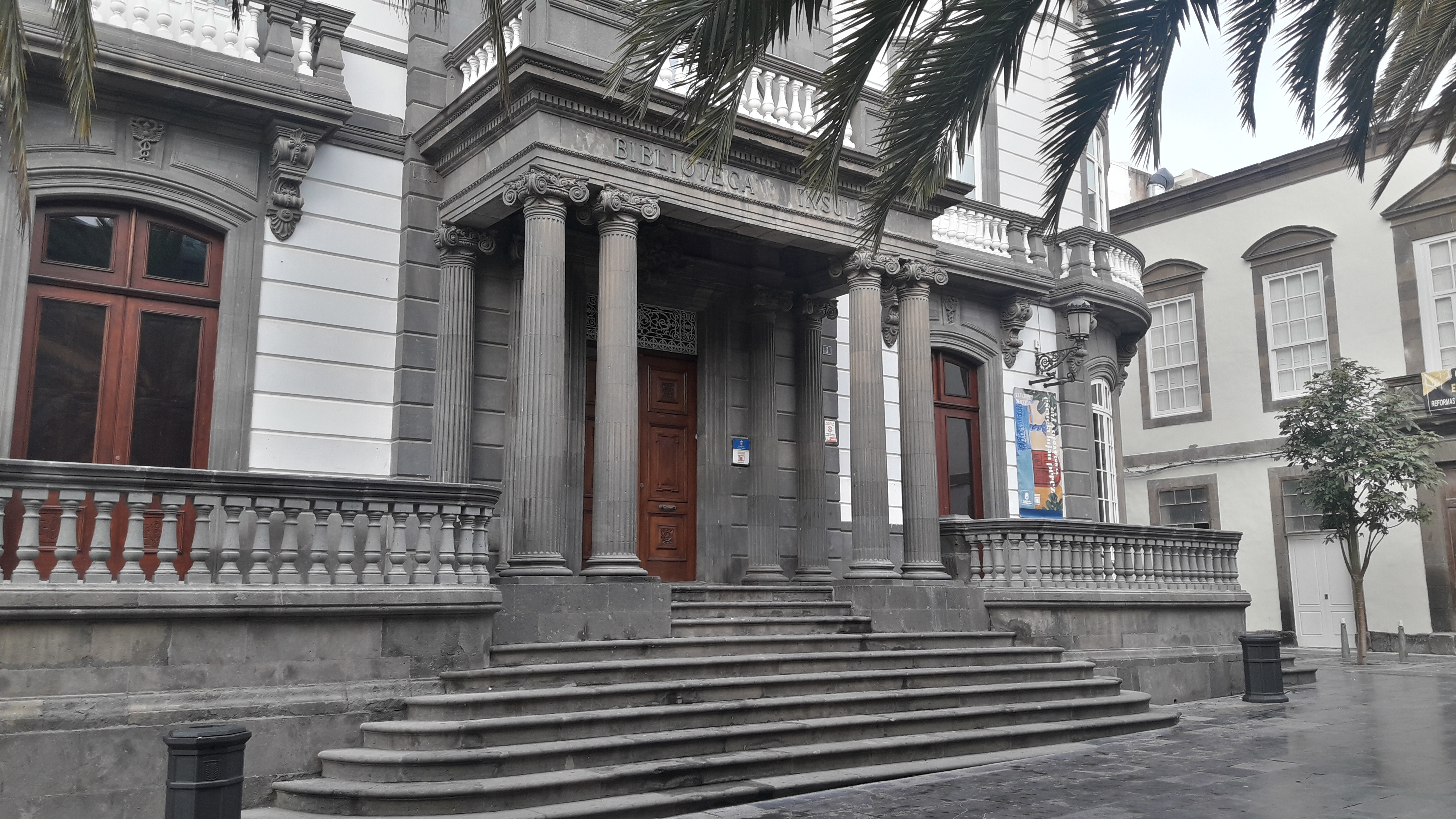
Biblioteca Insular
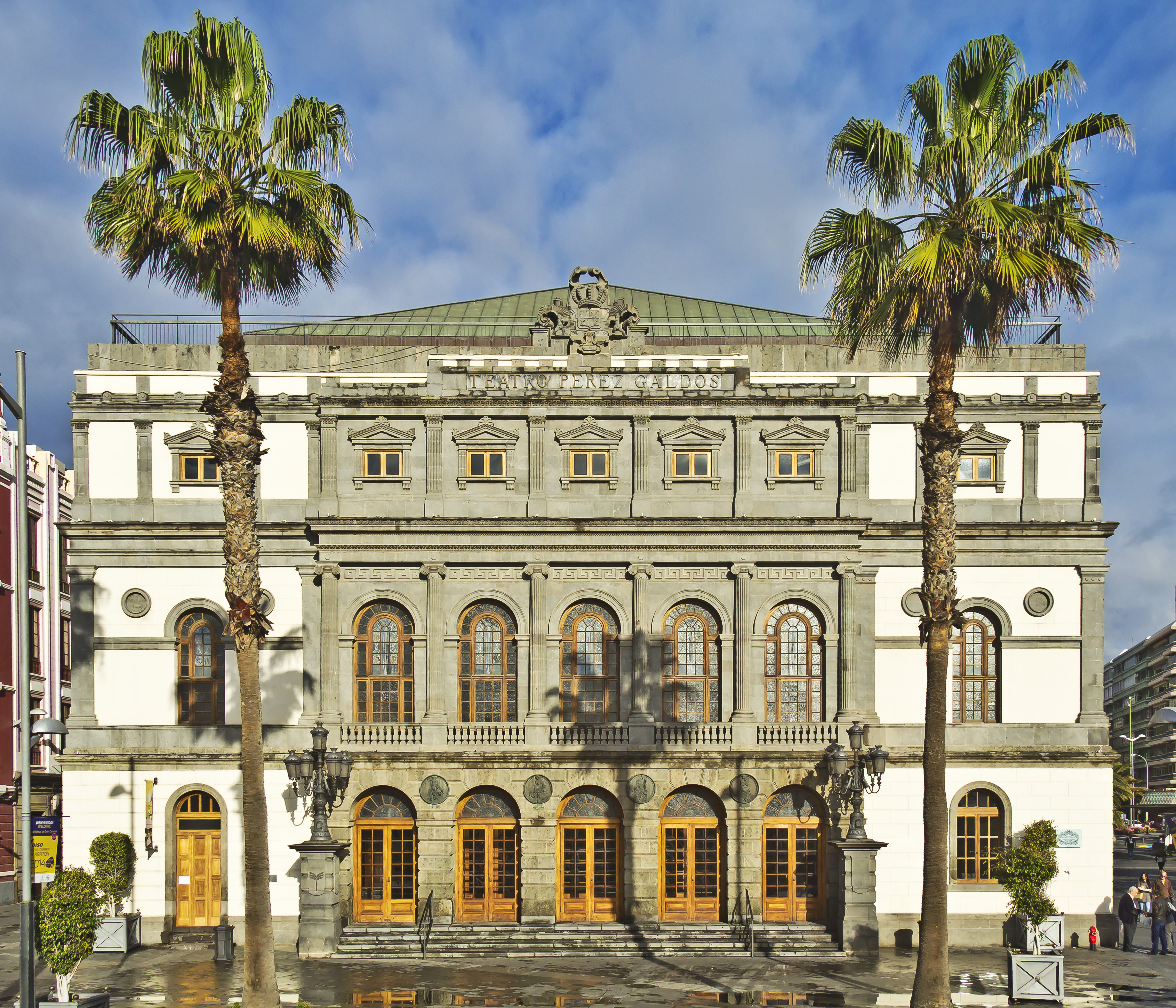
Teatro Pérez Galdós